# Vellozia ciliata
Vellozia ciliata är en enhjärtbladig växtart som beskrevs av Lyman Bradford Smith. Vellozia ciliata ingår i släktet Vellozia och familjen Velloziaceae. Inga underarter finns listade.